# 斯洛沃之家
《Slovo House》是一部2017年出品的乌克兰纪录片，由塔拉斯·托缅科（Taras Tomenko）执导，柳芭·亚基姆丘克Lyuba Yakimchuk编剧。该片于2017年10月27日在乌克兰哈尔科夫举行了首映。同年入选第33届华沙国际电影节的官方竞赛单元。
2018年，该片获得乌克兰国家电影奖“金鹳奖”（Golden Dzyga），并荣获 Золота дзиґа奖最佳纪录片奖。

## 剧情简介

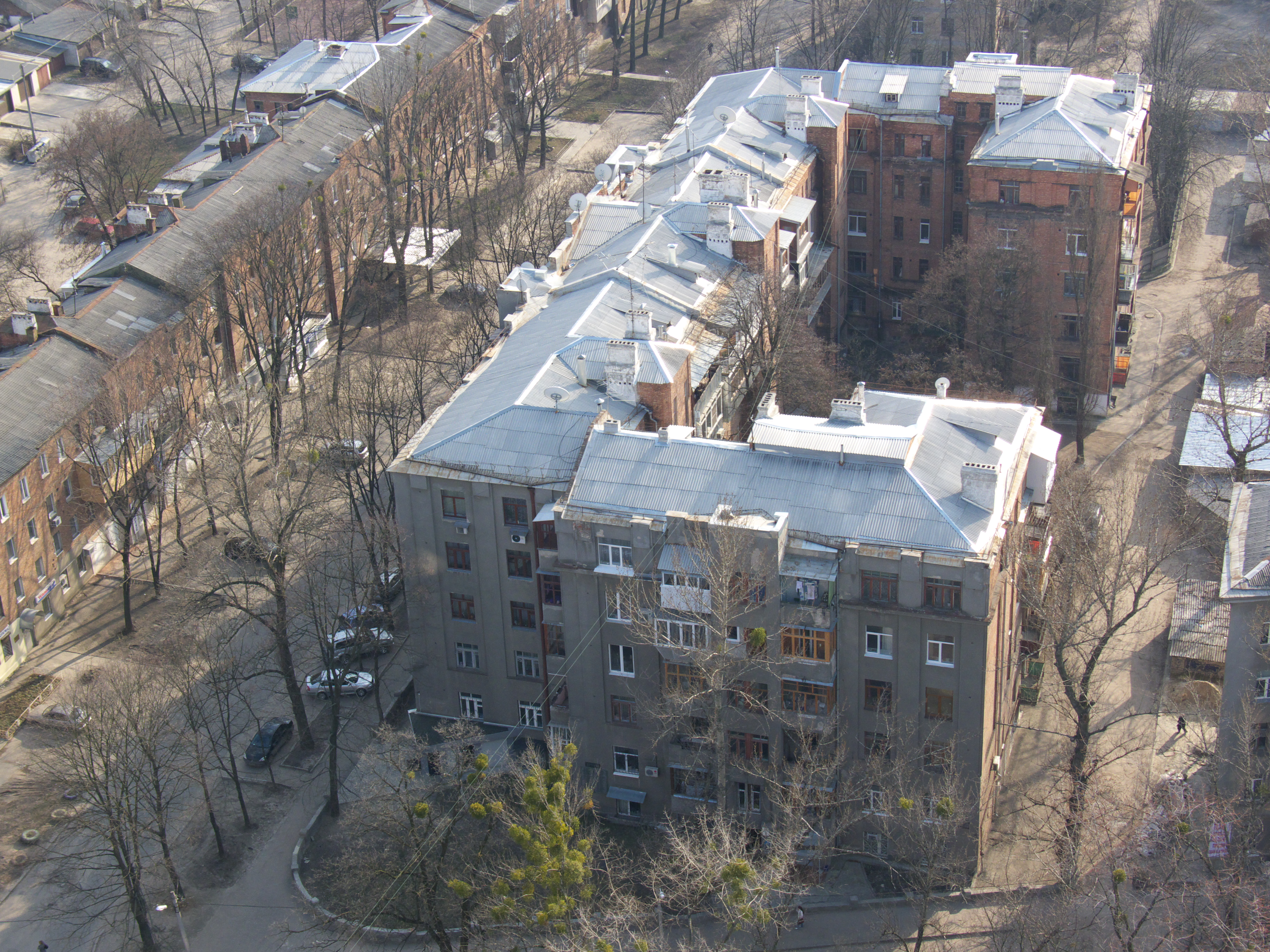
乌克兰哈尔科夫的“Slovo”之家

20世纪20年代末，在时任乌克兰苏维埃社会主义共和国首都的哈尔科夫，一栋专门为乌克兰作家及苏联其他文化人士而建的住宅楼在斯大林的指示下拔地而起。该楼由哈尔科夫市建筑师米哈伊洛·达什凯维奇 Михайло Іродіонович Дашкевич设计，为住户提供了极大的便利——明亮宽敞的房间、高高的天花板、大窗户，甚至还修建了公园，供住户休闲散步。楼内配有64套舒适的公寓、食堂、日光浴室、服务人员——仿佛是为作家量身定做的天堂。数十位乌克兰作家、艺术家和演员搬入这栋名为“Slovo”（意为“文字”）的大楼，其中包括米科拉·赫维廖维（Mykola Khvylovy）、奥斯塔普·维什尼亚（Ostap Vyshnya）、米哈伊洛·谢门科（Mykhaylo Semenko）、阿纳托利·佩特里茨基（Anatol Petrytsky）、安廷·迪基Антін Дикий（Antin Dyky）等人。

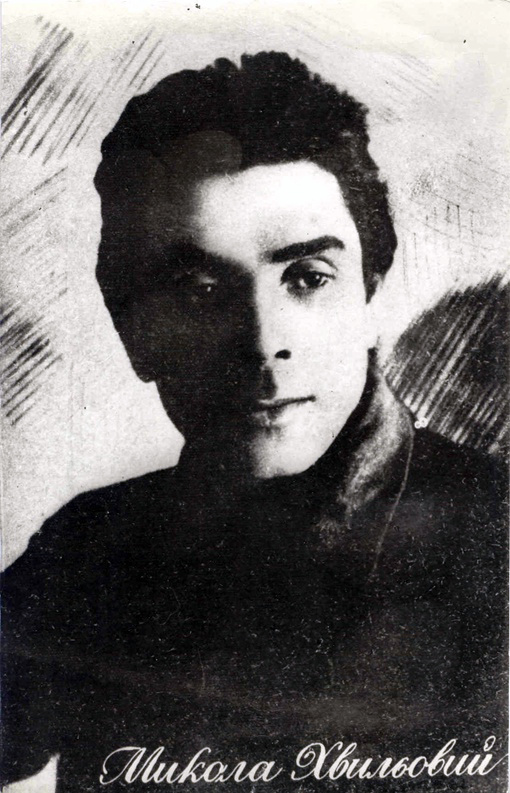
米科拉·赫维廖维（Mykola Khvylovy）是曾居住于“Slovo”之家的著名诗人之一。

然而，这座“天堂”也被悄悄安装了复杂的监视系统，并布满秘密线人。苏联秘密警察通过这些手段严密监控所有住户，甚至有作家被自己的妻子、佣人或邻居举报。所有出入此楼的人也在监控范围内，其中包括1930年来哈尔科夫参加国际革命作家大会的贝托尔特·布莱希特、西奥多·德莱赛、布鲁诺·雅谢尼Bruno Jasieński等人。
乌克兰作家们亲历了1932–33年乌克兰大饥荒（Holodomor）带来的冲击，他们的处境也随之恶化。有些人选择自杀，有些人精神崩溃。在斯大林的大清洗中，该楼63个已入住的公寓中，有40户的住户遭到逮捕。
该建筑名为“Slovo”（意为“文字”），因为其建筑外形酷似西里尔字母中的“С”（在英语中发音为“S”）。然而，在随后的岁月中，这栋楼却被人称为“火葬场”或“候审监狱之家”。

## 评价
乌克兰的影评人和电影专家对《Slovo House》给予了积极评价。乌克兰国家电影局局长皮利普·伊连科（Pylyp Ilyenko）称赞该片在开拍前就进行了扎实的档案研究工作，使得创作者得以发掘出许多新的、此前未公开的珍贵史料。他同时高度评价了影片的艺术水准，指出主创团队成功地将当代影像与历史档案资料有机结合。
《Texty》杂志的评论员也对该片给予好评，认为其教育意义深远，有助于将这些曾遭压制的乌克兰艺术家重新带回到当代公共视野中。

## 制作信息
该影片项目在乌克兰国家电影局（Derzhkino）第七轮竞标评选中获胜，获得了80万乌克兰格里夫纳的国家财政支持。影片的总制作成本为120万格里夫纳，由 Fresh Production Group 制作，并获得乌克兰国家电影局的资助支持。

## 制作团队
- 编剧：柳芭·亚基姆丘克Lyuba Yakimchuk（英语：Lyuba Yakimchuk）、塔拉斯·托缅科（Taras Tomenko）
- 导演：塔拉斯·托缅科（Taras Tomenko）
- 制片人：尤莉娅·切尔尼亚夫斯卡（Yuliia Cherniavska）、奥列赫·谢尔比纳（Oleh Shcherbyna）
- 联合制片人：尤里·帕夫连科（Yurii Pavlenko）
- 摄影师：塔拉斯·托缅科（Taras Tomenko）、奥列克桑德尔·亚基姆丘克（Oleksandr Yakymchuk）
- 作曲：阿拉·扎盖凯维奇（Alla Zagaykevych）
- 顾问：亚雷娜·琴巴尔（Yaryna Tsymbal）
- 音频工程师：卡捷琳娜·赫拉西姆丘克（Kateryna Herasymchuk）

## 发行信息
电视与家庭视频发行
该片于2018年5月17日在乌克兰电视台 TRK Ukraina 首播。随后于2018年7月1日上线 VOD 平台 Megogo。在此之前，影片已登陆多个点播平台，包括 iTunes、Google Play、Amazon、Vimeo 和 JMan.tv。

## 影评
乌克兰的影评人和电影专家对本片反响积极。乌克兰国家电影局局长皮利普·伊连科（Pylyp Illienko）对该片表示高度评价，指出影片拍摄前，主创团队进行了深入的档案研究，发掘出许多新的、此前未曾公开的珍贵史实。伊连科还称赞影片的艺术质量，强调导演成功地将当代影像与历史档案画面有机融合。
《Texty》媒体的评论员也给予好评，认为影片具有重要的教育意义，有助于将曾经遭到压制的乌克兰艺术家重新带入公众视野。

## 奖项与提名
| 奖项                     | 颁奖日期       | 奖项类别   | 提名者                              | 结果 | 来源   |
| ------------------------ | -------------- | ---------- | ----------------------------------- | ---- | ------ |
| 金旋风奖（Golden Dzyga） | 2018年4月20日  | 最佳纪录片 | Slovo House                         | 获奖 | [ 11 ] |
| 金旋风奖（Golden Dzyga） | 2018年4月20日  | 最佳作曲   | 阿拉·扎盖凯维奇（Alla Zagaykevych） | 提名 | [ 3 ]  |
| Kinokolo国家影评人奖     | 2018年10月26日 | 最佳纪录片 | Slovo House                         | 提名 | [ 12 ] |